# Duhounek Ballochův
Duhounek Ballochův (Kiunga ballochi) je drobná sladkovodní paprskoploutvá ryba z čeledi duhounkovití (Pseudomugilidae). Pochází z pralesních říček Papuy Nové Guiney. Je zařazena na seznam kriticky ohrožených druhů IUCN.